# سیلویا اشپربر
سیلویا اشپربر (انگلیسی: Silvia Sperber؛ زادهٔ ۹ فوریه ۱۹۶۵) تیرانداز اهل آلمان بود.
وی در مسابقات کشوری و بین‌المللی در مجموع برندهٔ ۱ مدال طلا، ۱ مدال نقره شده‌است.